# Mezquita de Arap
La Mezquita de Arap, (en turco, Arap Camii) es una mezquita de Estambul que se encuentra en una antigua iglesia católica dedicada a San Pablo y a Santo Domingo. Aunque se modificó la estructura durante el periodo otomano, representa el ejemplo más común de arquitectura gótica en Constantinopla aún en pie.

## Ubicación
El edificio se encuentra en Estambul, en el distrito de Beyoğlu, en el barrio de Karaköy (antigua Gálata), en Galata Mahkemesi Sokak, cerca de la orilla norte del Cuerno de Oro. Está rodeada de tiendas de artesanía.

## Historia

### Periodo bizantino
Durante el siglo VI, se construyó en el mismo lugar una iglesia bizantina, posiblemente dedicada a Santa Irene. De este edificio, sólo se conserva un muro. La tradición que afirma que se construyó una mezquita en este lugar durante el Sitio de Constantinopla por parte de Maslama (comandante del califa omeya Umar ibn AbdulAziz que dominó Galata durante siete años).
En 1233, durante la dominación latina tras la Cuarta Cruzada, se sustituyó la iglesia por otra dedicada a San Pablo y se dio a los dominicos. El edificio se debió de abrir al culto poco antes de 1260, fecha que se encontrado en una lápida de la iglesia.
En 1299, el dominico Fray Guillaume Bernard de Sévérac compró una casa cerca de la iglesia, donde abrió un monasterio con 12 frailes. En 1307, el Emperador bizantino Andrónico II Paleólogo trasladó a los dominicos de Constantinopla al barrio de genoveses de Pera.
La iglesia de San Pablo fue reconstruida en 1325. A partir de entonces, la iglesia se dedicó oficialmente a Santo Domingo, aunque los viajeros locales siguieron utilizando la antigua denominación. En 1407, el Papa Gregorio XII, para garantizar el mantenimiento de la iglesia, concedió indulgencias a los visitantes del monasterio de San Pablo.

### Periodo otomano
Tras la caída de Constantinopla, de acuerdo con las capitulaciones del Imperio Otomano con la República de Génova, la iglesia, que entonces era conocida por los turcos con el nombre de Mesa Domenico, permaneció en manos genovesas, aunque entre 1475 y 1478, fue transformada, con modificaciones menores, en una mezquita por orden del sultán otomano Mehmed II y pasó a conocerse como Galata Camii (mezquita de Gálata) o Camikebir (Gran Mezquita). Los frailes fueron trasladados al monasterio de San Pedro, en Gálata, en 1476, mientras las telas del altar fueron llevadas a Génova y los archivos a Caffa.
A finales del siglo XV, Beyazid II cedió el edificio a los musulmanes de España que huyeron de la Inquisición española a Estambul, de ahí el nombre actual: Arap Camii (mezquita árabe). El sultán Mehmed III arregló el edificio y, a finales del siglo XVII, se derribaron las casas contiguas a la mezquita para evitar ruidos.
Después del Gran Incendio de Gálata de 1731, en 1734-35, la madre de Mahmud I, Saliha Sultan renovó el edificio, cambiando las ventana y el portal del estilo gótico al otomano. Tras otro incendio en 1808, a mediados del siglo XIX, la hija de Mahmud II, Adile Sultan, reformó de nuevo la mezquita y, en 1868, construyó una şadirvan (fuente para lavarse antes del rezo) en el patio.
Entre 1913 y 1919, Giridli Hasan Bey restauró de nuevo la iglesia. Durante la sustitución del suelo de madera, se descubrieron varias lápidas genovesas que se remontaban a entre la primera mitad del siglo XIV y la mitad del siglo XV. Se llevaron al Museo arqueológico de Estambul.

## Descripción
Construida según el modelo de las iglesias italianas de órdenes mendicantes de ese periodo, cuenta con una base rectangular de tres naves, con el extremo oriental cuadrado y un santuario con bóveda de crucería.
El portal gótico, las ventanas ojivales y el campanario (que se transformó en minarete al levantar el tejado cónico) la distinguían del resto de las iglesias bizantinas de la ciudad. Además, la técnica utilizada en la construcción era local, alternando el ladrillo y el sillar.
La nave noreste posiblemente estuvo flanqueada por una serie de capillas, cada una de ellas perteneciente a una familia noble genovesa. Una de ellas estaba dedicada a la Virgen María y otra a San Nicolás. El edificio se asemeja a las iglesias de Chieri y Finale Ligure, en Italia.
El tejado y las galerías de madera proceden de la restauración de entre 1913 y 1919. Durante ese tiempo, se redujo la altura del edificio, por lo que se encontraron numerosas lápidas genovesas. También se descubrieron restos de pinturas cerca del mihrab, aunque se cubrieron de nuevo.
En el pasillo que se encuentra bajo el minarete, aún se pueden ver molduras y fragmentos de piedras con escudos de armas que antiguamente estuvieron en la pared. En el lado norte del edificio, hay un gran patio con un şadırvan.
Actualmente, Arap Camii es la mezquita más grande de la parte de Gálata del Cuerno de Oro. Es una de las más interesantes de la ciudad, debido a su estilo gótico italiano y al campanario de la antigua iglesia, que se mantuvo casi sin cambios después de convertirlo en minarete.